# أليكس ريمون
أليكس ريمون (بالإنجليزية: Alex Raymond) (و. 1909 – 1956 م) هو ضابط، وكاتب سيناريو أمريكي، ولد في نيو روتشيلي، نيويورك، توفي عن عمر يناهز 47 عاماً، بسبب حادث مرور.

## سيرة حياته

### النشأة والوظيفة
وُلد ريموند عام 1909 في نيو روشيل، نيويورك. والداه: بياتريس دبليو وألكسندر غيلسبي ريموند الأب، نشأ على العقيدة الكاثوليكية الرومانية.
كان والده مهندسًا مدنيًا، شجّع حب ابنه للرسم منذ سن مبكرة، حتى أنه غطى أحد جدران مكتبه في مبنى وولورث بأعمال ابنه الفنية الصغيرة. توفي والد ريموند عندما كان في الثانية عشرة من عمره، وبعد ذلك شعر أنه لا يوجد مستقبل له في الفن كما كان يأمل.
عمل ريموند في أول وظيفة له ككاتب طلبات في وول ستريت. في أعقاب الأزمة الاقتصادية لعام 1929، التحق بالمدرسة المركزية الكبرى للفنون في مدينة نيويورك وبدأ العمل كمحامي لصالح وسيط رهن عقاري.
تأثر ريموند بمجموعة متنوعة من رسامي الكاريكاتير ورسامي المجلات، بما في ذلك مات كلارك وفرانكلين بوث وجون لا غاتا. من أواخر عام 1931 إلى عام 1933، ساعد ريموند ليمان يونغ في فيلم تيم تايلر لاك. في الوقت نفسه، ساعد ريموند شيك يونغ في بلوندي.

### مهنة عسكرية
أخذ ريموند الحرب في أوروبا على محمل الجد بما يكفي لدمجها في أعماله، أصبح ريموند مضطربًا بشأن أداء واجبه، وزاد القلق بعد معرفته أن أربعة من إخوته الخمسة قد جُنّدوا بالفعل. في فبراير 1944، نُقل عن ريموند قوله: كان عليّ فقط الدخول في هذه المعركة ... لقد كنت دائمًا من النوع الذي يصاب بألمٍ في حلقه عندما تعزف إحدى الفرق أغنية ستار سبانغلد بانر.
بعد ذلك بوقت قصير، أُرسل إلى كوانتيكو للتدريب في مدرسة ضباط الطيران، وسرعان ما أنتج ملصقات وصورًا وطنية من مكتب حكومي في فيلادلفيا، مثال على ذلك: صورة (مشاة البحرية في الصلاة)، والتي قُدّر لها أن تصبح صورة مشهورة ومنتشرة بشكل كبير لمشاة البحرية في ساحة المعركة أثناء توقفهم للعبادة. تدرب في محطة مشاة البحرية الجوية في سانتا باربرا قبل أن يخدم في مسرح المحيط الهادئ في رحلة بحرية عام 1945 لحاملة الطائرات المرافقة يو إس إس غيلبرت آيلاندز. أثناء ذلك كان يُنظر إليه على أنه زميل متواضع ومحبوب جدًا. شهد فترة قتال عنيف في يونيو 1945.
جرى تسريحه كرائد في عام 1946. عند عودته، لم يتمكن ريموند من العودة إلى عمله. يتذكر أقارب ريموند إنه كان مستاءً من هذا القرار، وشعر أنه منبوذ مع القليل من الاهتمام.

### الإرث
في عام 1967، أعاد وودي جيلمان طباعة بعض أعمال ريموند المصورة السابقة في غلاف مقوى برعاية صحيفة نوستالجيا. اعتبرتها مجلة تايم في عام 1974 — جنبًا إلى جنب مع برينس فاليانت والرسام هال فوستر — نوعًا من العبقرية، ووُصف ريموند في جيري بيلز وهيمز ويرز بأنه ربما يكون الفنان الأكثر تأثيرًا في مجال الكتب المصورة المبكرة، يُعتبر إرث ريموند مصدر إلهام فني هائل. جادل هارفي أنه بسبب ريموند وفوستر أصبح الأسلوب التوضيحي هو الأسلوب السائد المستخدم. خلق عمله مع فوستر المعيار المرئي الذي يمكن من خلاله قياس كل هذه المقاطع الهزلية من الآن فصاعدًا. على الرغم من أن عمله نادرًا ما يُشاهد خارج الصفحات المضحكة في الصحيفة، حيث فضل ريموند تركيز طاقته على الرسوم التوضيحية للكتاب الأزرق، لوك، كوليير وكوزموبوليتان.
انتُقدت الواقعية المتزايدة لأسلوب ريمون لأنها تجعل صوره أكثر واقعية، ورائعة للغاية في حد ذاتها، على الرغم من أن العديد من المعلقين يعتقدون أن هذه الطريقة بالذات تغرق القارئ في القصة. تتمتع أعمال ريموند بجاذبية خالدة، حيث ألهمت في العديد من جوانبها — بما في ذلك استخدام الريش (أسلوب تظليل حيث تساعد سلسلة ناعمة من الخطوط المتوازية في اقتراح محيط كائن ما) — أجيالًا من رسامي الكاريكاتير، أصبح عمله المادة الخام لملفات انتقائية للأجيال القادمة.

### الحياة الشخصية
تزوج ريموند من هيلين فرانسيس ويليامز في 31 ديسمبر 1930 وأنجب منها خمسة أطفال. خلّد أسماء بناته الثلاث — جوديث ولين وهيلين — في عمله، ريب كيربي، جوديث لين دوريان (هوني). كان لريموند أيضًا ولدان: آلان دبليو ودنكان. لقد كان ريموند العم الأكبر للممثلين مات ديلون وكيفين ديلون. كان شقيقه الأصغر، جيم ريموند، أيضًا رسامًا كاريكاتيرًا، وعمل مساعدًا لـ شيك يونغ في بلوندي.

### وفاته
في 6 سبتمبر 1956، توفي ريموند في حادث سيارة عن عمر يناهز 46 عامًا في ويستبورت، كونيتيكت. كان يقود سيارة كورفيت عام 1956 لزميله رسام الكاريكاتير ستان دريك بضعف السرعة القصوى البالغة 25 ميلًا في الساعة (40 كم / ساعة) عندما اصطدم بشجرة وتوفي. وصف روبرتس في سيرته الذاتية ما حدث أنه كان نتيجة ظروف الطقس. كان ريموند يقود السيارة المكشوفة من عندما بدأ المطر يهطل. قرر الوصول إلى وجهته بشكل أسرع بدلًا من إيقاف السيارة لإعادة الغطاء العلوي. تحطمت السيارة وألقي دريك بعيدًا، لكن ريموند، الذي كان يرتدي حزام الأمان دون جدوى، توفي على الفور. أحاطت التكهنات بطبيعة وفاته. يعتقد دريك وآخرون أن ريموند كان انتحاريًا. كان ريموند قد تعرض لأربع حوادث سيارات في الشهر السابق لوفاته. قاد هذا دريك إلى القول إن ريموند كان يحاول الانتحار. الكاتب أرلين شومر أرجع حياة ريموند الشخصية على أنها الدافع للانتحار. زعم شومر أن ريموند كان على علاقة وأن زوجته كانت ترفض منحه الطلاق. رفض آر سي هارفي هذا الدافع: الانتحار يصدمني باعتباره طريقة غريبة لرجل من طبيعة ريموند للرد على خيبة أمله في الرومانسية. وأشار هارفي أيضًا إلى أنه لا يوجد أي ذكر لأي شؤون مزعومة في السيرة الذاتية لتوم روبرتس، ربما بسبب مراعاة عائلة ريموند الباقية. دفن ريموند في مقبرة سانت جون الرومانية الكاثوليكية في دارين، كونيكتيكت.

## الجوائز
حصل أليكس ريموند على جائزة روبن من الجمعية الوطنية لرسامي الكاريكاتير في عام 1949 لعمله على ريب كيربي، ثم شغل فيما بعد منصب رئيس الجمعية في عامي 1950 و1951. وضع في قاعة مشاهير الكتاب الهزلي ويل آيزنر في عام 1996، ثم في قاعة مشاهير جمعية الرسامين في عام 2014.
يصف موريس هورن ريموند بأنه: واحد من أشهر فناني الكوميديا في كل العصور كونه مبتكر أربع سمات كوميدية بارزة (إنجاز لا مثيل له حتى يومنا هذا)، مشيرًا إلى أنه حصل على العديد من الأوسمة والجوائز خلال حياته عن عمله، كرسام كاريكاتير ورسام مجلة.
- أليكس ريمون على موقع IMDb (الإنجليزية)
- أليكس ريمون على موقع الموسوعة البريطانية (الإنجليزية)
- أليكس ريمون على موقع قاعدة بيانات الفيلم (الإنجليزية)

- أليكس ريمون في قاعدة بيانات الأفلام على الإنترنت